# Piélagos en Corto
El Festival Internacional de Cine Piélagos en Corto es un festival de cine anual que se celebra en el municipio de Piélagos, Cantabria. Proyecta cortometrajes y largometrajes tanto nacionales como internacionales. También concede premios a empresas, instituciones  o personalidades relacionadas con el mundo del cine, otorgándoles el Premio Valdearenas de Honor. 

La primera edición se celebró del 11 al 15 de mayo de 2010. El invitado de honor fue Fernando Chinarro, a quien se le otorgó el trofeo Estela de Zurita galardón de las primeras ediciones que fue posteriormente sustituido por el actual, ambos obra de la escultora cántabra Amparo Godoy. 

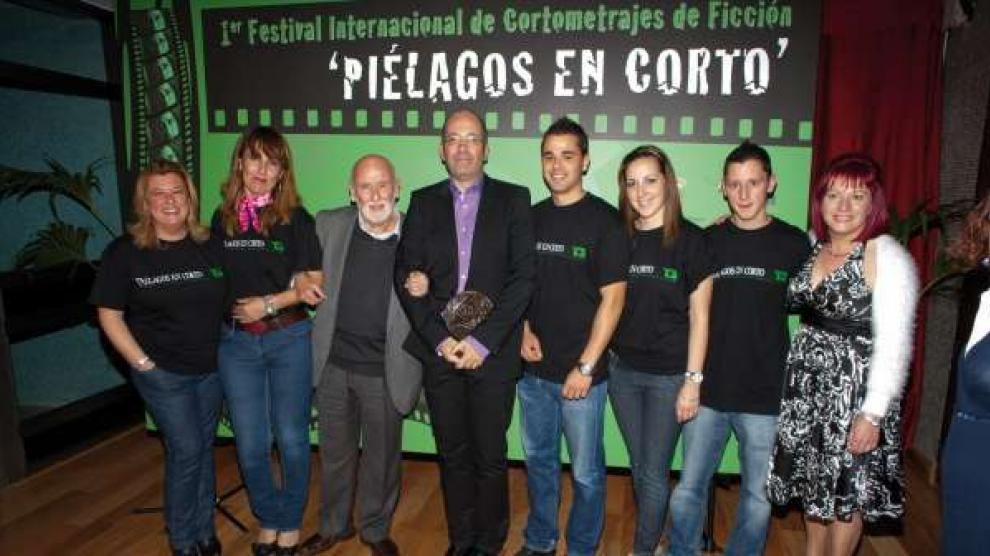
Photocall primera edición, mayo 2010.

Tiene varias categorías en competición oficial: Categoría Cantabria, Categoría Nacional, Categoría Internacional y Puesta de Largo. Además, cuenta con las secciones paralelas Uno Corto y Rapidito, 59 Segundos y One Sequence Shot.

## Historia
El festival Piélagos en Corto nació con el objetivo de dar difusión y promoción al pequeño formato cinematográfico como lo es el cortometraje, reuniendo cada año a los diferentes sectores de la industria cinematográfica, generando charlas, talleres y encuentros con el fin de dar una mayor visibilidad a los cineastas.
Fue impulsado por la entonces concejala Eva Arranz.
Piélagos en Corto es promovido por la concejalía de cultura del Ayuntamiento de Piélagos con el fin de dar a conocer el que es uno de los municipios más extensos de la comunidad de Cantabria  que cuenta en su término municipal con siete playas, algunas de las cuales dan nombre a los galardones del festival que son: Dunas de Liencres, Playa de Valdearenas, Playa de Canallave y Costa Quebrada.
El festival se ha consolidado como el evento cinematográfico más importante de Cantabria, es un acontecimiento cultural que cuenta con gran afluencia de público, que cada año va creciendo más y más.
En el año 2015 el festival Piélagos en Corto introdujo la categoría Puesta de Largo alzándose con el galardón la película Nick del director José Pozo ganador de un Premio Goya en el año 2003. A partir de esta edición el festival adoptó su actual denominación, Festival Internacional de Cine Piélagos en Corto.
Desde el año 2015, el programador de la sección oficial es Paulo Peralta, miembro de la Sociedad de Críticos de Cine en Línea, miembro numerario de la Academia de Cine Portuguesa y creador del blog CinEuphoria.

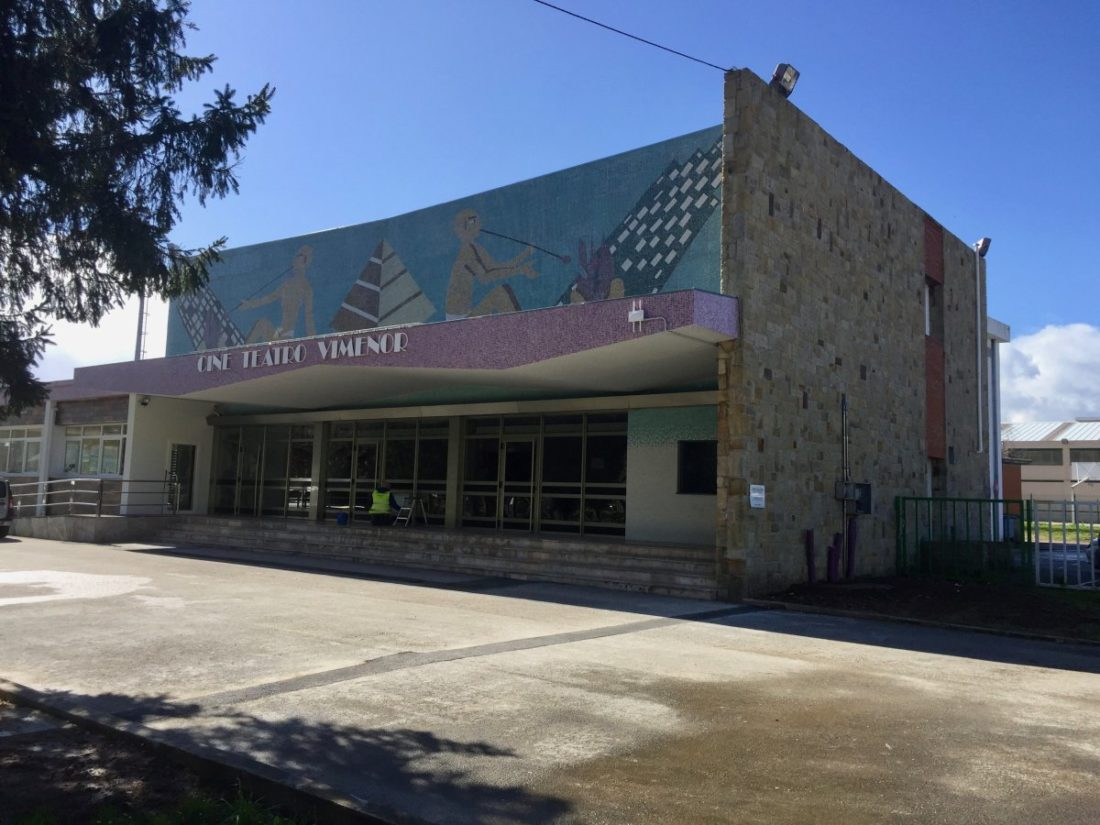
Cine Teatro Vimenor

## Sedes
El festival se desarrolla en distintos puntos de la comunidad de Cantabria.
- Cine Teatro Vimenor de Vioño de Piélagos.

El Cine Teatro Vimenor es una obra de los arquitectos J. M. Anasagasti López, F. Barandiarán Alday y S. Mathury. Su proyecto data del año 1965 y se encuentra en la localidad de Vioño de Piélagos. Situado junto a los terrenos de la antigua fábrica de la Cristalería Española, formaba parte de un complejo de ocio para los trabajadores de dicha fábrica que incluía, aparte de otros edificios sociales, un cineclub, un parque infantil y una pista de baile.
- Casa de Cultura Hermilio Alcalde del Río de Torrelavega.

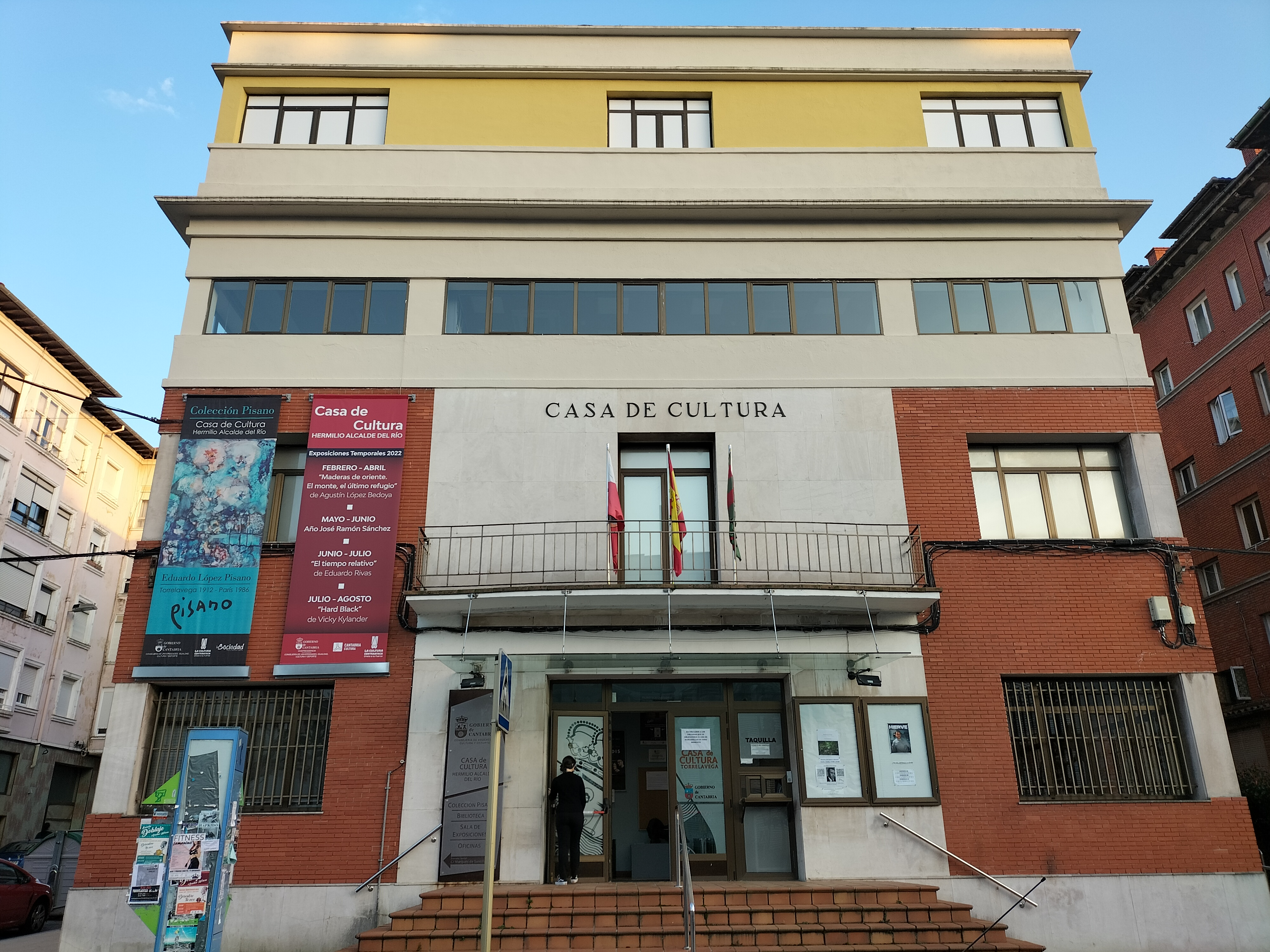
Sede del festival en Torrelavega.

Inaugurada en 1980. En sus inicios funcionó como centro cultural y de reunión de la ciudad, dedicado a fomentar y apoyar todo tipo de actividades culturales ciudadanas. Posteriormente, el proyecto fue en aumento y se habilitaron las instalaciones para acoger una biblioteca, un aula-taller, salas de conferencias, exposiciones, sala de cine y demás actividades destinadas a revitalizar la vida cultural de la comarca del Besaya, así como sede en Torrelavega de la Filmoteca de Cantabria Mario Camus.

## Premios

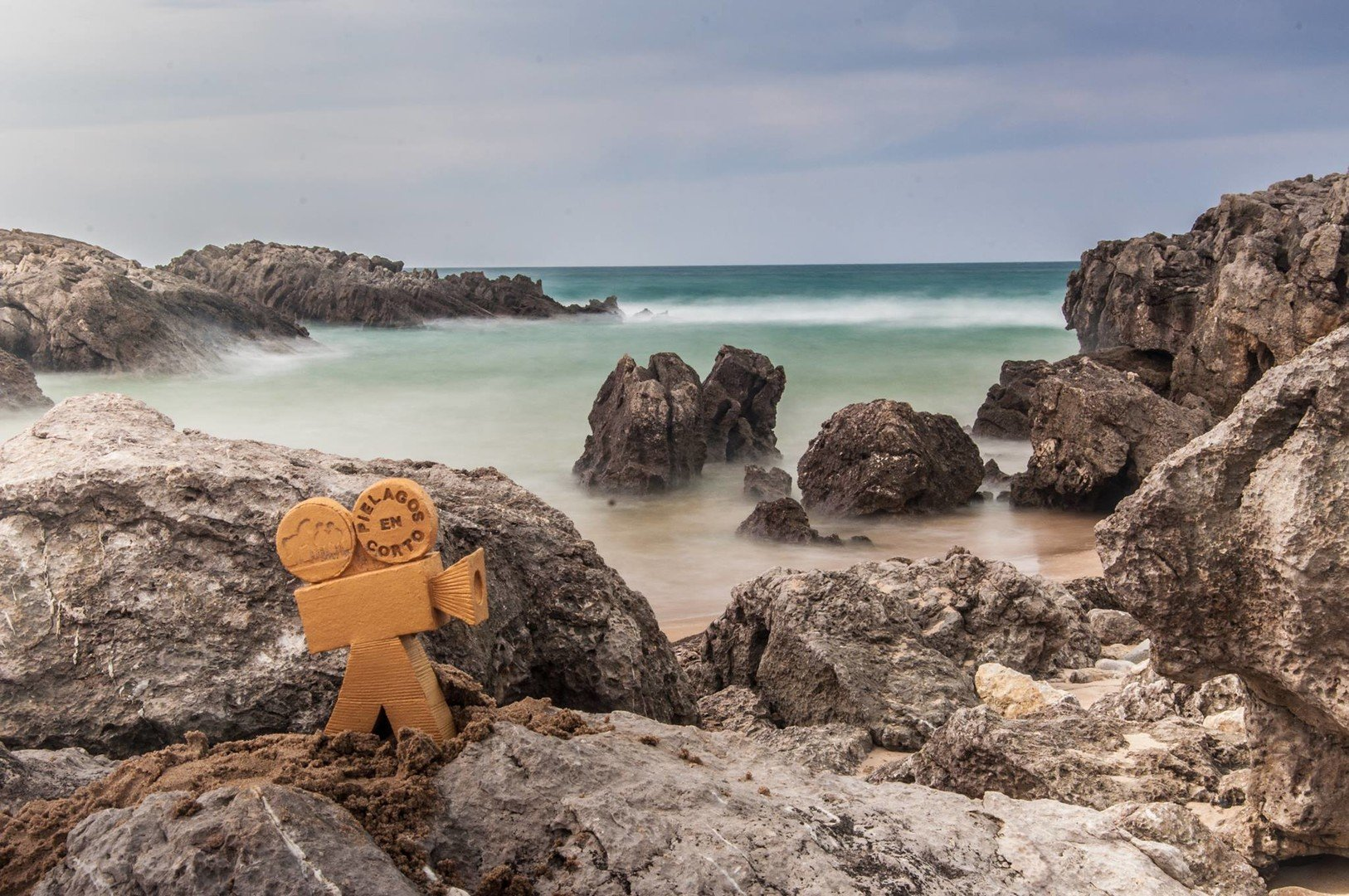
Trofeo del festival Piélagos en Corto

### Sección Oficial
- Cantabria:

Premio Dunas de Liencres al mejor cortometraje cántabro.
- Nacional:

Premio Dunas de Liencres al mejor cortometraje nacional.
- Internacional:

Premio Dunas de Liencres al mejor cortometraje internacional.
- Puesta de Largo Nacional:

Premio Dunas de Liencres al mejor largometraje nacional.
- Puesta de Largo Internacional:

Premio Dunas de Liencres al mejor largometraje internacional.
- Valdearenas de Honor:

Premio Valdearenas de Honor.

### Nominaciones
- Premio Costa Quebrada al mejor guion.
- Premio Costa Quebrada al mejor montaje.
- Premio Costa Quebrada a la mejor fotografía.
- Premio Costa Quebrada al mejor director.
- Premio Costa Quebrada a la mejor interpretación masculina.
- Premio Costa Quebrada a la mejor interpretación femenina.

### Sección Paralela
- Premio Canallave al mejor Uno Corto y Rapidito.
- Premio Canallave al mejor One Sequence Shot.
- Premio Canallave al mejor 59 Segundos.
- No te Cortes, Haz tu Corto.

## Personalidades
A lo largo de la vida del festival de Piélagos en Corto han pasado por su alfombra roja distintas personalidades importantes del mundo del cine o la televisión, como por ejemplo: la actriz Íngrid Rubio, Raúl Arévalo —que cuenta con tres Premios Goya—, el actor Antonio de la Torre —quien tiene dos Premios Goya—, la actriz cántabra Ruth Díaz, la actriz Itziar Castro, la actriz cántabra Marta Hazas, el actor Javier Bódalo, el productor José Berros, el actor Raúl Mérida, el director Hugo Stuven —que presentó su segundo largometraje, Solo—. En 2018 pasaron por la alfombra roja Rodrigo Sorogoyen nominado a los Óscar con su cortometraje, Madre, el actor Mikel Losada, el director y productor Roberto Pérez Toledo, el actor David Mora, el actor cántabro Javier Cifrián, el productor Loris Omedes, el actor Román Reyes, el actor Daniel Retuerta, el actor Daniel Pérez Prada. También han estado presentes los hermanos Prada, quienes se llevaron el Premio Valdearenas de Honor 2021.

## Galería de imágenes del festival

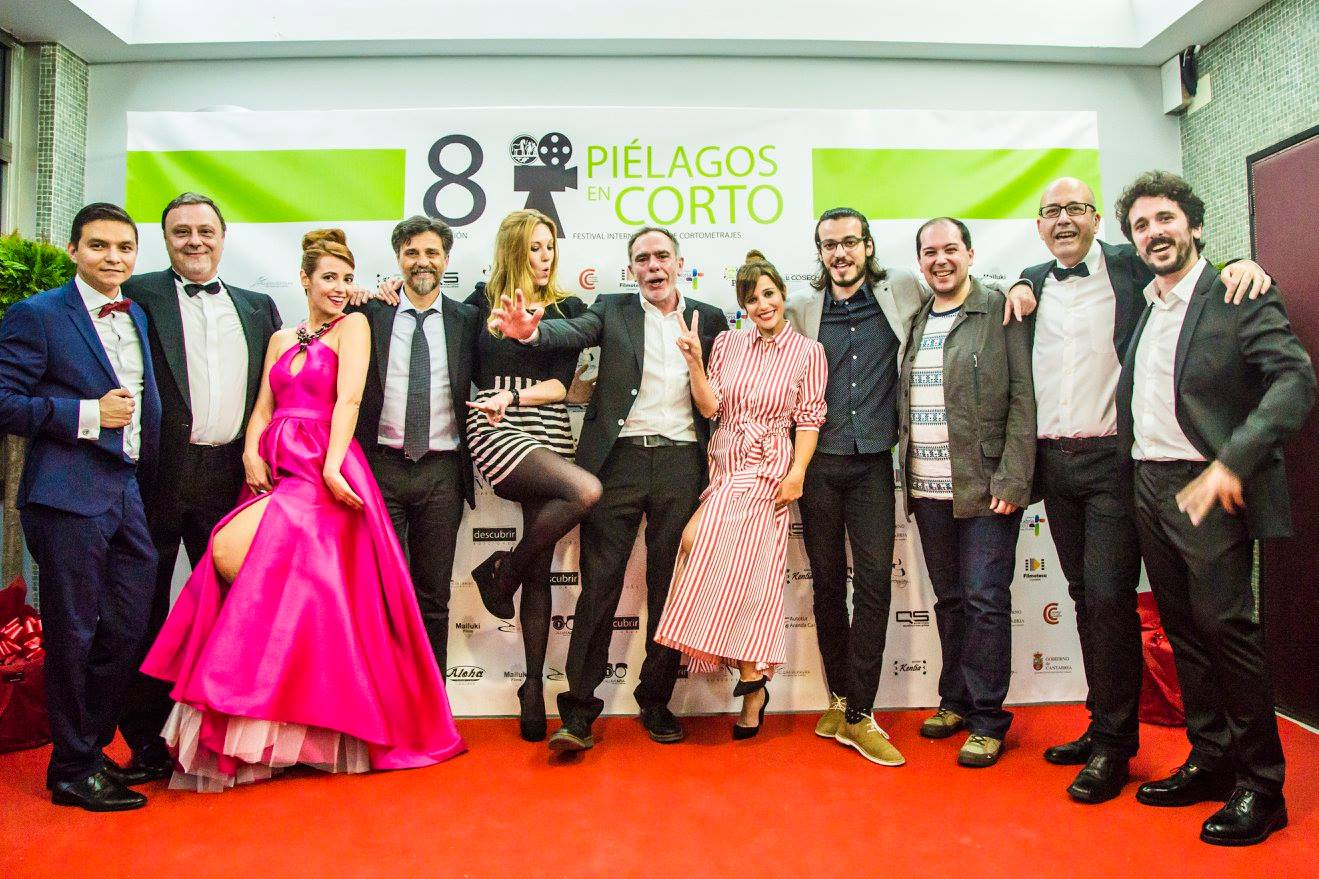
Actores, directores, programador, director de comunicación y director del festival, posan en el photocall de la 8.ª edición.
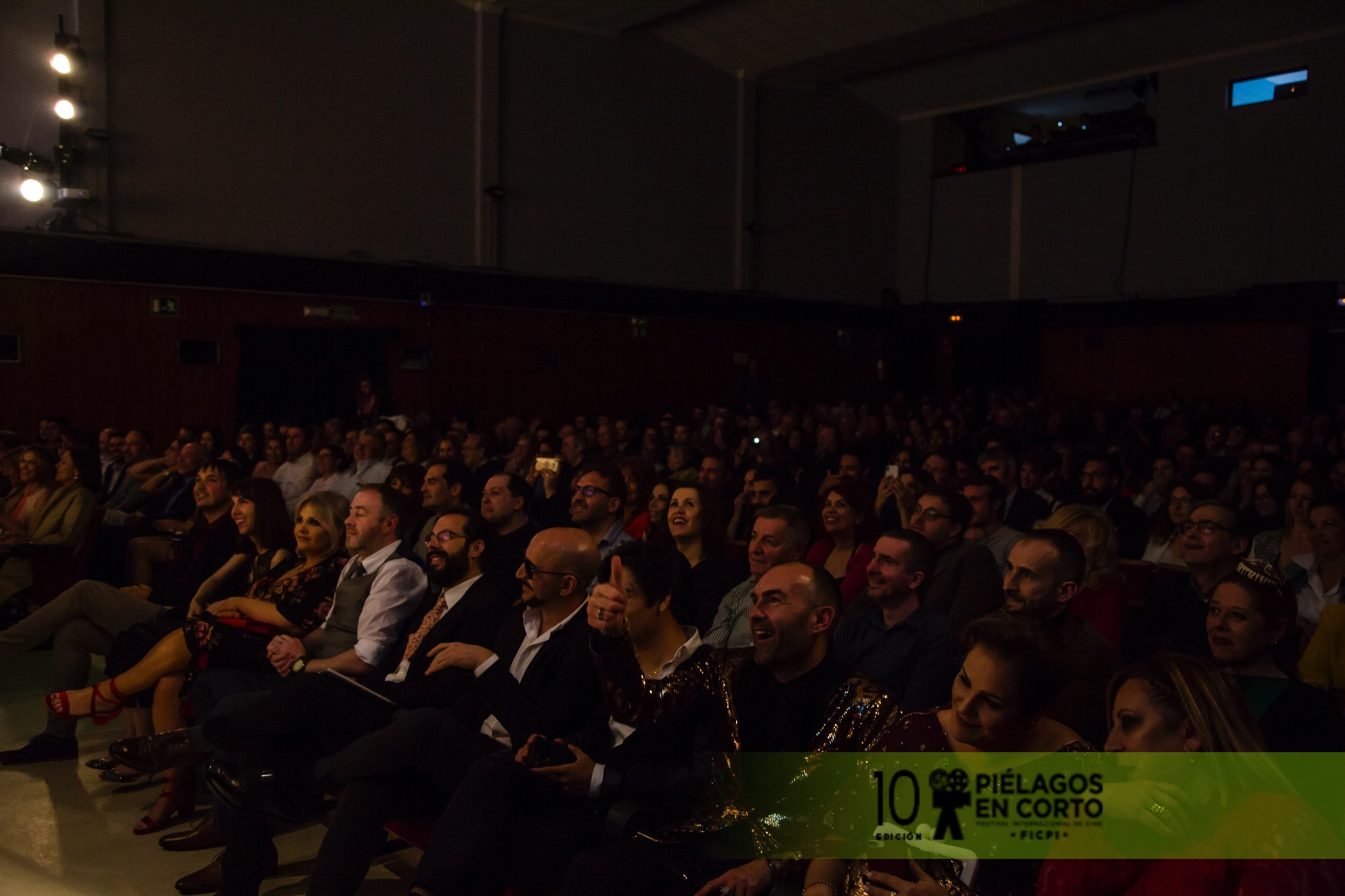
Público asistente a la gala de clausura de la 10.ª edición.
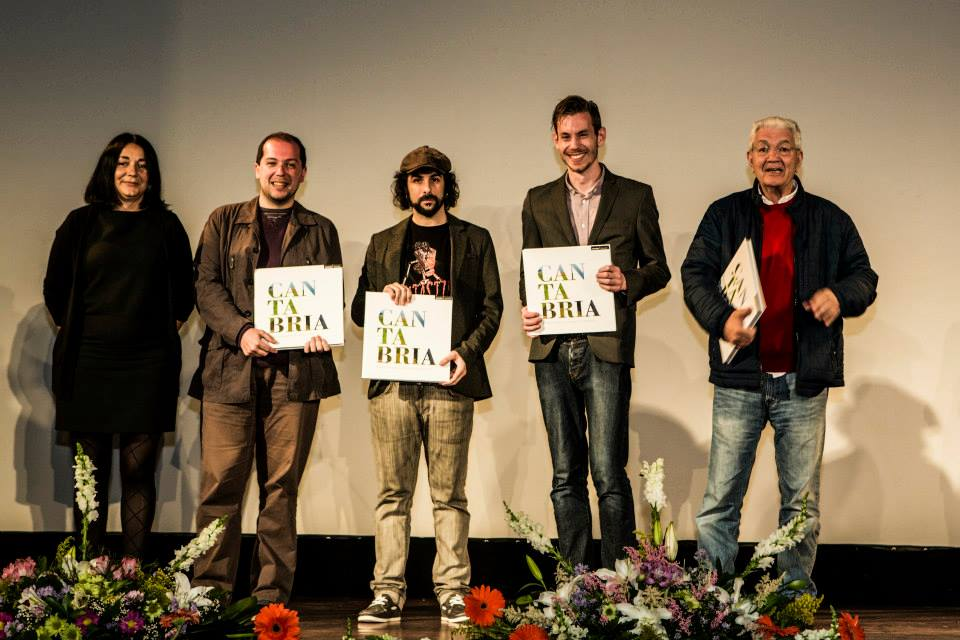
Jurado de la 5.ª edición.
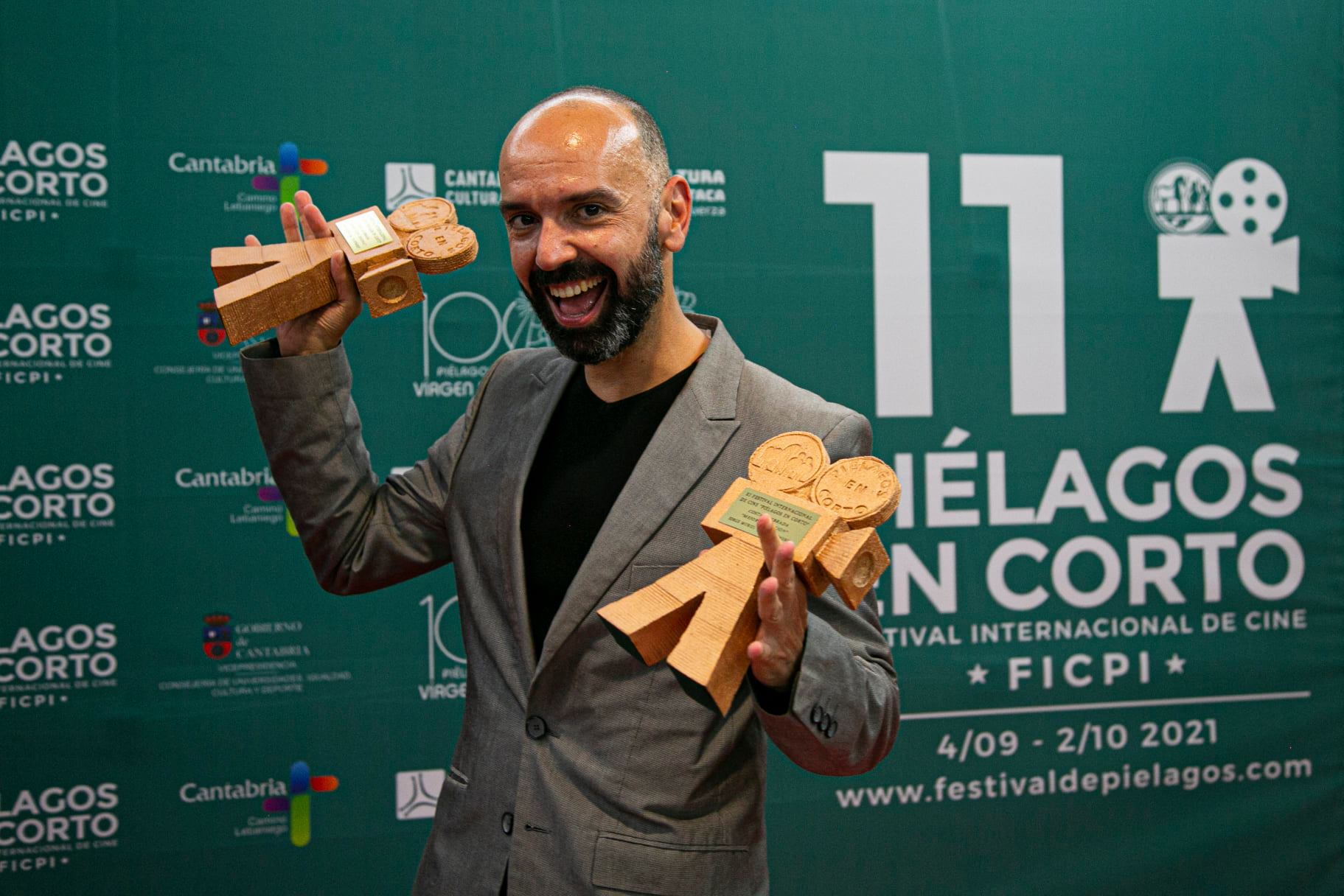
El director Jorge Muriel con dos de los galardones.
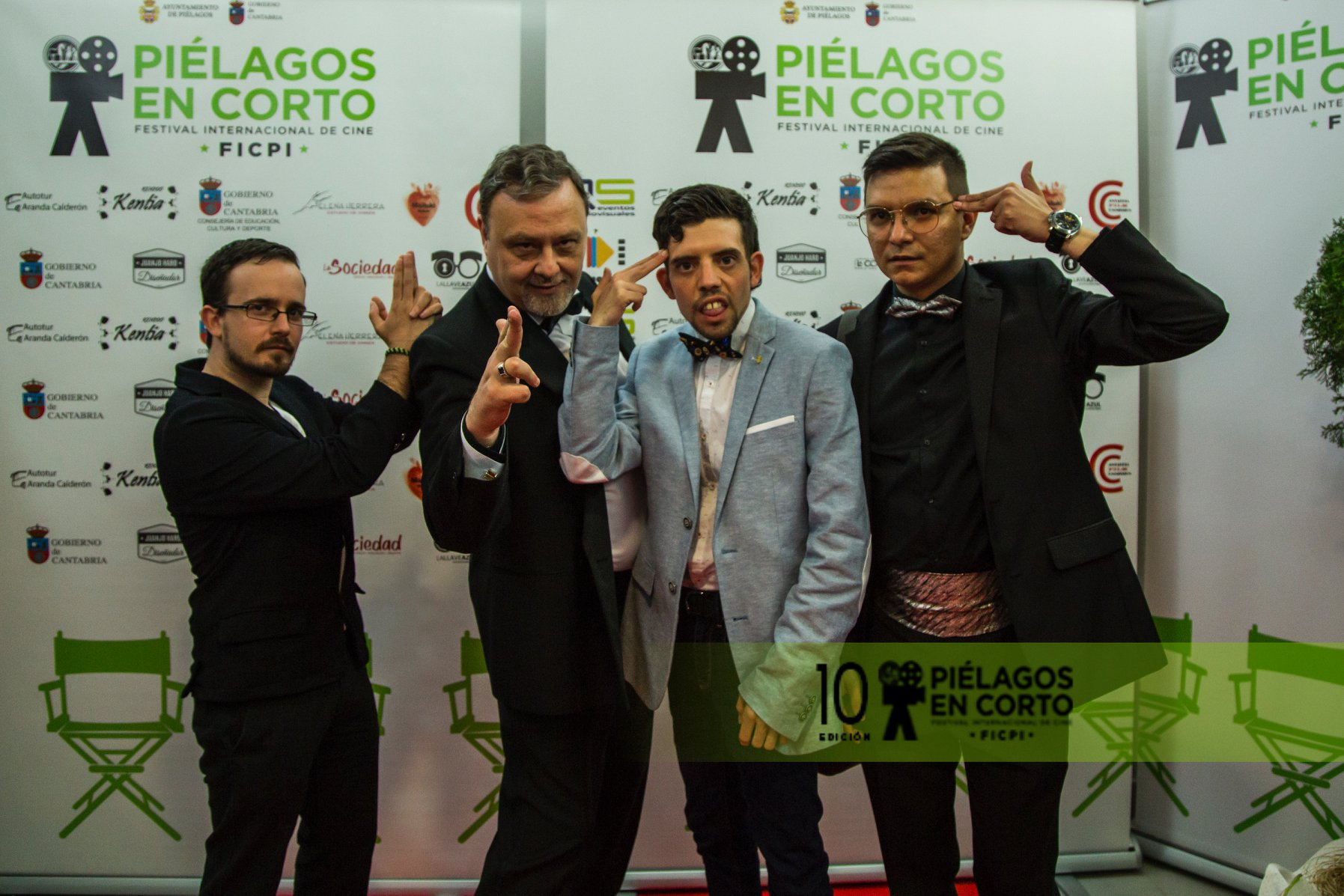
Los actores Daniel Retuerta, Javier Bódalo, y Jeison Ossa junto al productor y director de comunicación y relaciones Institucionales del festival, José Berros.
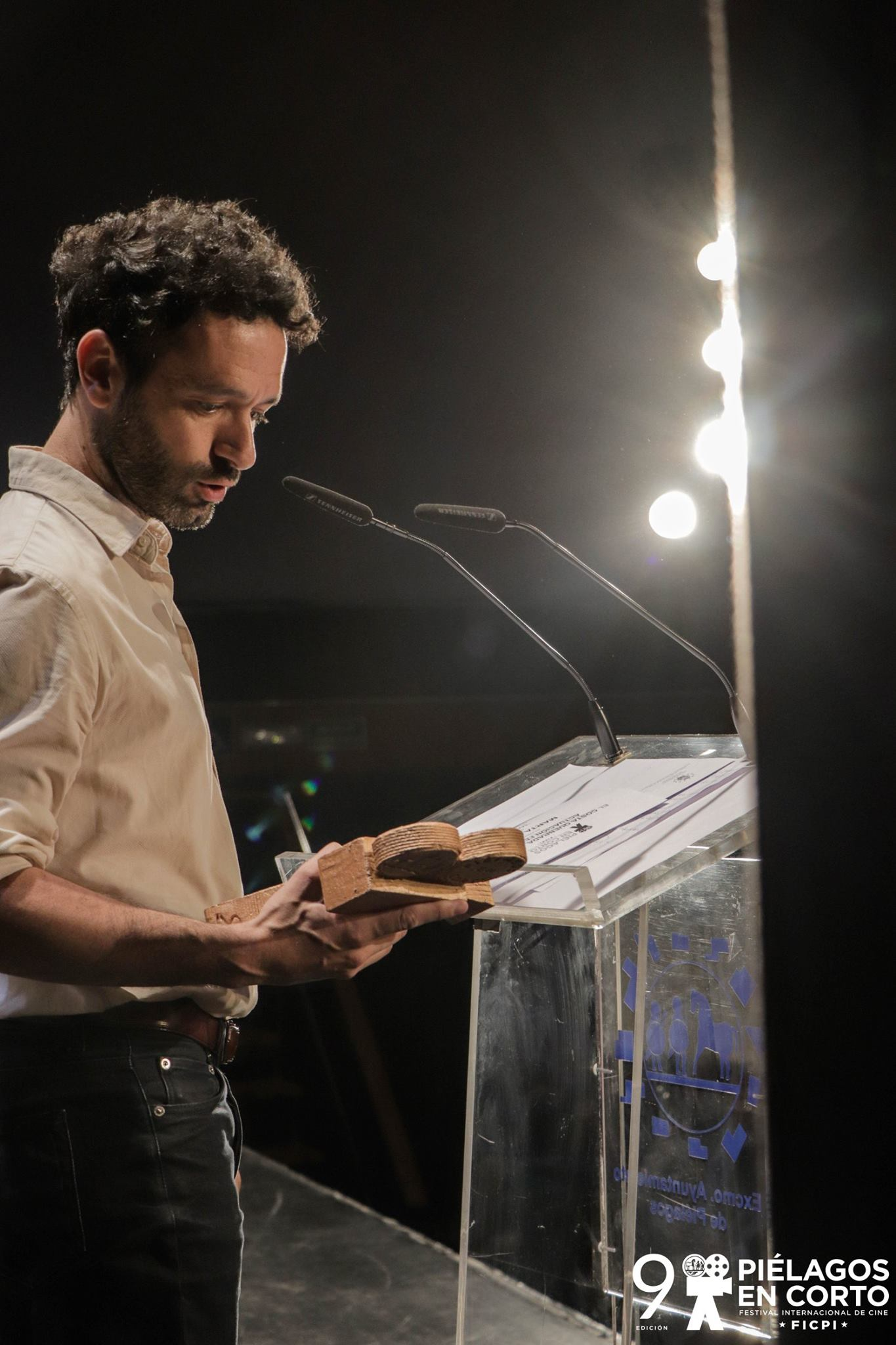
El director Rodrigo Sorogoyen recogiendo el Premio Valdearenas por su cortometraje Madre.